# سیدخیل
سیدخیل، روستایی است از توابع بخش هزارجریب شهرستان نکا در استان مازندران ایران.